# Serena Amato
Serena Amato (ur. 10 września 1974 w Olivos) – argentyńska żeglarka sportowa, brązowa medalistka olimpijska z Sydney.
W 2000 zdobyła brązowy medal olimpijski w rywalizacji w klasie Europa. Brała udział także w dwóch innych igrzyskach (IO 96, IO 04). W 1999 zdobyła złoto igrzysk panamerykańskich, zdobywała złoto mistrzostw kontynentu i krajowego czempionatu.